# Canon EOS 550D
La Canon EOS 550D es una cámara réflex de 18,0 megapíxeles. Canon la anunció el 8 de febrero de 2010. Estuvo disponible a partir del 24 de febrero de 2010, y en EE. UU. a partir de principios de marzo. Es conocida como la EOS Kiss X4 en Japón, y como la EOS Rebel T2i en América del Norte. Continúa la línea de cámaras DSLR Rebel de los consumidores, y actualmente está colocada como el próximo modelo de Canon de la EOS 500D.

## Características
- 18,0 megapíxeles efectivos, sensor CMOS
- Grabación de vídeo Full HD con control manual y tarifas seleccionables del marco
- Procesador de imagen DIGIC 4
- 14-bit de la señal analógica a digital de conversión
- 3 pulgadas (76 mm) 3:2 relación de aspecto del monitor LCD
- modo de visualización en vivo
- Flash integrado
- Amplia, seleccionable, de nueve puntos AF con sensor de tipo cruz centro muy sensible a las f / 2,8
- Cuatro modos de medición, utilizando 63-zonas: puntual, parcial, media ponderada al centro y medición evaluativa.
- Resalte tono de prioridad
- Sistema de limpieza integrado EOS
- Interior Micrófono mono
- sRGB y Adobe RGB espacios de color
- 100-6,400 ampliable a 12.800 ISO
- Continua la unidad hasta 3,7 cuadros / s (34 imágenes (JPEG), 6 imágenes (RAW))
- PAL / NTSC de salida de vídeo
- SD, SDHC y memoria SDXC tarjeta de almacenamiento de archivos
- RAW y JPEG simultáneamente grandes
- Eye-Fi de apoyo
- USB 2.0, interfaz HDMI
- LP-E8 batería
- Peso aproximado 0,53 kg con batería

## Mejoras
18 MP CMOS Sensor
Ideal para aquellos que quieren crear grandes impresiones de tamaño póster - o recortar las imágenes sin perder ninguno de los detalles necesarios para la impresión - 18MP CMOS EOS 550D El sensor es excepcional en poca luz y produce imágenes con ruido increíblemente bajo. 
DIGIC 4
Canon DIGIC 4 trabaja con el procesador de sensor CMOS para ofrecer 14-bits de procesamiento de imágenes, por gradaciones suaves y colores naturales que buscan. poderes DIGIC 4 también reducción avanzada del ruido al disparar a velocidades ISO más alto, más veces de puesta en marcha en fracciones de segundo y revisión de la imagen casi instantánea después de disparar. 
High ISO de poca luz
Cuando caen los niveles de luz, la EOS 550D ofrece una gama de sensibilidades ISO de hasta 6400 - ampliable a 12.800 para aquellos entornos en los que se utiliza el flash no es deseable. 
Full HD de grabación de vídeo
La EOS 550D sigue disparando con la capacidad de grabar Full HD (1080p) de vídeo. Para satisfacer tu creatividad la EOS 550D cuenta con un control totalmente manual y las tasas de seleccionar el marco. También puede grabar películas de alta velocidad a 50/60fps 720P para cuando la acción es muy rápida. Una conexión HDMI de alta definición, reproducción de video e imágenes en cualquier HDTV. También con la reproducción de TV compatibles se pueden controlar utilizando el control remoto del televisor. 
7.7cm (3,0 ") Ver 03:02 Clear LCD
comprobaciones detalladas en las imágenes y de vídeo son posibles con una 77 mm (3,0 ") 3:2 pantalla LCDClear View , que cuenta con un diseño ultra-alto de 1.040.000 puntos para mayor claridad. Cambiar a modo Live View y utilizar el alimento visual en tiempo real a disparar desde ángulos poco habituales. 
sistema de medición iFCL
Una nueva capa de 63-de dos zonas de medición de análisis de sensor de enfoque, color y luminancia de información, proporcionando medición precisa y consistente. 
Pantalla de control rápido
Accesible con un botón dedicado que proporciona un fácil acceso a funciones de uso común, asegurando que está listo para tomar el disparo.
Toma de micrófono externo
Añadir un micrófono adicional para obtener un sonido de mejor calidad utilizando la toma jack de 3,5 mm estéreo. 
Película de cultivos
Dispara películas VGA con un zum efectiva de 7x y permite disparar a larga distancia sin tener que cambiar las lentes. 
Crear un sistema de disparo
La EOS 550D es compatible con la gama completa de Canon EF y EF-S y los flashes Speedlite serie EX.